# Derya Çağlar

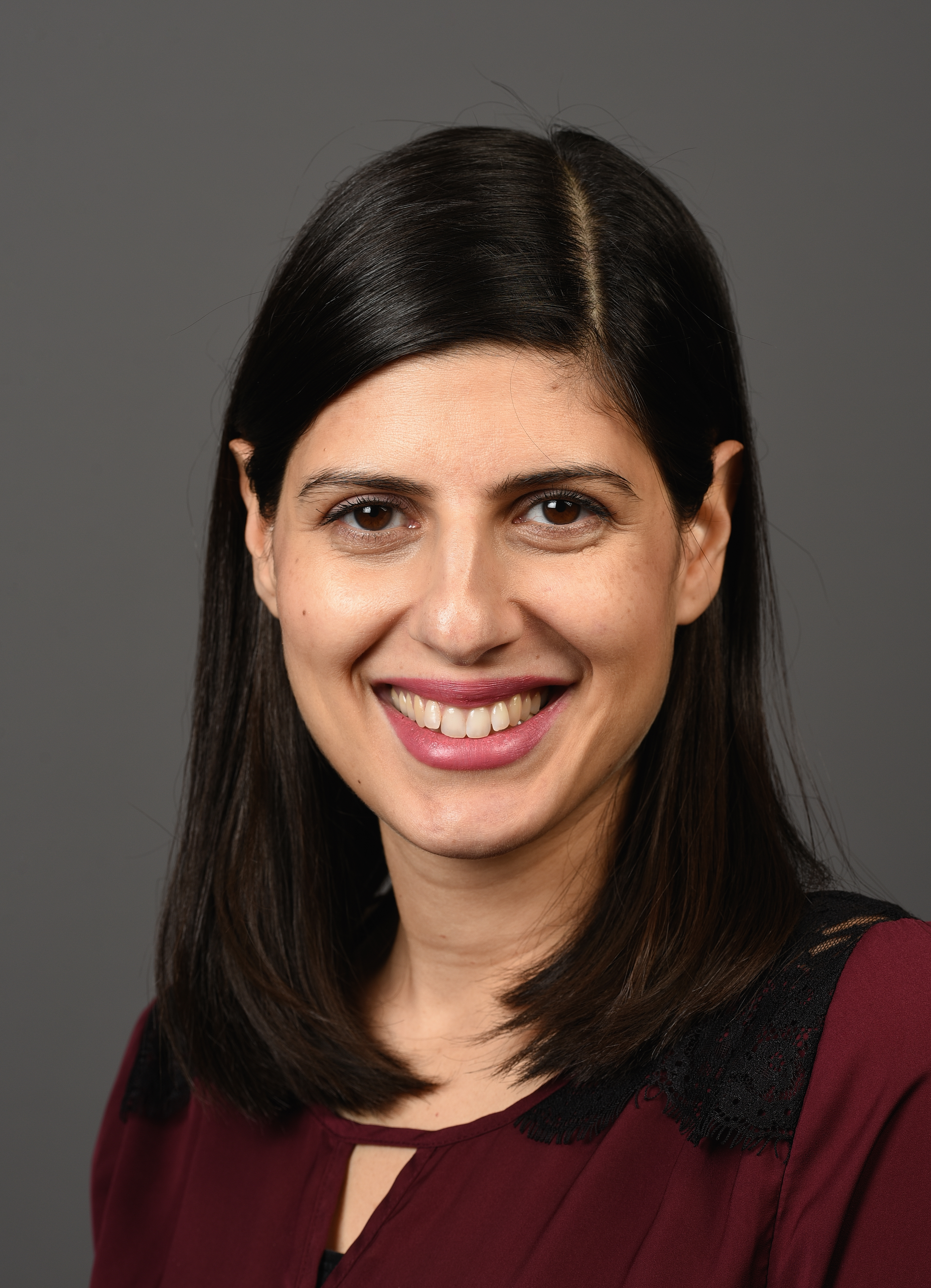
Derya Çağlar, 2017

Derya Çağlar (* 17. Oktober 1982 in Berlin-Neukölln) ist eine deutsche Politikerin (SPD) und seit 2016 Mitglied im Abgeordnetenhaus von Berlin.

## Leben
Derya Çağlar studierte Volkswirtschaftslehre an der Technischen Universität Berlin. 2011 wurde sie in die Bezirksverordnetenversammlung von Neukölln gewählt. Dort amtierte sie für eine Wahlperiode als stellvertretende Vorsitzende der SPD-Fraktion. Am 18. September 2016 gelang ihr bei den Berliner Wahlen im Wahlkreis Neukölln 4 der Einzug als Abgeordnete in das Abgeordnetenhaus von Berlin. In der SPD-Fraktion ist sie dort Sprecherin für Gleichstellung.
Seit 2019 ist Çağlar gemeinsam mit Ashok-Alexander Sridharan Vorsitzende der Fachkommission Integrationsfähigkeit der Bundesregierung.
Nach einem Neuzuschnitt der Neuköllner Wahlkreise für die Wahl zum Abgeordnetenhaus von Berlin 2021 kandidierte Çağlar im Wahlkreis Neukölln 3 und erhielt dort ein Direktmandat. Bei der Wiederholungswahl 2023 konnte sie ihren Sitz im Abgeordnetenhaus verteidigen.